# Râul Stega, Bistrița
Râul Stega este un curs de apă, afluent al râului Bistrița. 

## Hărți
- Harta Munții Bârgău  Arhivat în 20 septembrie 2008, la Wayback Machine.
- Harta Munții Căliman  Arhivat în 11 octombrie 2008, la Wayback Machine.